# Wylie Watson
Pour les articles homonymes, voir Watson.
Ne pas confondre avec le joueur de football et de cricket anglais Willie Watson (1920-2004).
John Wylie Robertson, né le 6 février 1889 dans l'ancien comté du Lanarkshire (Écosse) et mort le 3 mai 1966 en Australie (état-civil à préciser), est un acteur et chanteur écossais, connu sous le nom de scène de Wylie Watson.

## Biographie
À l'occasion d'un séjour aux États-Unis, Wylie Watson apparaît pour la première fois au cinéma (un petit rôle non crédité) dans le film américain La Grande Vie de Sam Wood (1929, avec Jed Prouty et Clarence Burton). Suivent cinquante-deux films britanniques (ou en coproduction) à partir de 1932, dont deux réalisations d'Alfred Hitchcock, Les 39 Marches (1935, avec Robert Donat et Madeleine Carroll) et La Taverne de la Jamaïque (1939, avec Charles Laughton et Maureen O'Hara).
Citons également Le Gang des tueurs de John Boulting (1947, avec Richard Attenborough et Hermione Baddeley) et Whisky à gogo ! d'Alexander Mackendrick (1949, avec Basil Radford et Catherine Lacey).
Son avant-dernier film est L'amour mène la danse de H. Bruce Humberstone (1951, avec David Niven et Vera-Ellen), après lequel il s'installe en Australie (où il meurt en 1966, à 77 ans) ; il y participe à son dernier tournage, la coproduction américano-britanno-australienne Horizons sans frontières de Fred Zinnemann (1960, avec Deborah Kerr et Robert Mitchum).
Au théâtre, étant chanteur par ailleurs, Wylie Watson contribue à des comédies musicales représentées à Londres, principalement durant les années 1930, dont Yes, Madam? (1934-1938), dans un rôle qu'il reprend lors de l'adaptation au cinéma en 1939, sous le même titre.
Pour la télévision britannique naissante, il collabore à deux téléfilms musicaux (1938 et 1948), adaptations de deux autres de ses comédies musicales. S'ajoute un épisode, diffusé en 1949, d'une série.

## Filmographie

### Cinéma (sélection)
- 1929 : La Grande Vie (It's a Great Life) de Sam Wood : petit rôle non crédité
- 1932 : For the Love of Mike (en) de Monty Banks : le révérend James
- 1933 : Hawley's of High Street (en) de Thomas Bentley : le révérend Potter
- 1935 : Les 39 Marches (The 39 Steps) d'Alfred Hitchcock : « M. Mémoire »
- 1937 : Paradis pour deux (en) (Paradise for Two) de Thornton Freeland : Clarence
- 1937 : Please, Teacher! (en) de Stafford Dickens (en) (adaptation de la comédie musicale éponyme) : Oswald Clutterbuck
- 1938 : Queer Cargo d'Harold D. Schuster : le révérend James Travers
- 1939 : Yes, Madam? de Norman Lee (adaptation de la comédie musicale éponyme) : Albert
- 1939 : La Taverne de la Jamaïque (Jamaica Inn) d'Alfred Hitchcock : « Salvation » Watkins
- 1940 : She Couldn't Say No (en) de Graham Cutts : Thrumgood
- 1943 : Le Saint face au Tigre (The Saint Meets the Tiger) de Paul L. Stein : Horace
- 1943 : Combat éternel (The Lamp Still Burns) de Maurice Elvey : le patient diabétique
- 1945 : Un soir de rixe (en) (Waterloo Road) de Sidney Gilliat : le tatoueur
- 1945 : Meurtre à crédit (en) (Murder in Reverse) de Montgomery Tully : le tailleur
- 1946 : The Years Between (en) de Compton Bennett : Venning
- 1947 : Le Port de la tentation (en) (Temptation Harbour) de Lance Comfort : Fred
- 1947 : Le Gang des tueurs (Brighton Rock) de John Boulting : Spicer
- 1949 : The History of Mr. Polly (en) d'Anthony Pelissier : M. Rusper
- 1949 : Whisky à gogo ! (Whisky Galore!) d'Alexander Mackendrick : Joseph Macroon
- 1950 : La nuit commence à l'aube (Morning Departure) de Roy Ward Baker : Nobby Clark
- 1950 : Madeleine de David Lean : Huggins
- 1950 : L'Aimant (The Magnet) de Charles Frend : Pickering
- 1951 : L'amour mène la danse (Happy Go Lovely) de H. Bruce Humberstone : le gardien à l'entrée des artistes
- 1960 : Horizons sans frontières (The Sundowners) de Fred Zinnemann : Herb Johnson

### Télévision (intégrale)
- 1938 : Oh! Letty, téléfilm (adaptation de la comédie musicale Oh! You Letty)
- 1948 : Tell Her the Truth, téléfilm (adaptation de la comédie musicale éponyme) : Parkin
- 1949 : Family Affairs (série), saison unique, épisode 6 Linda Lays a Ghost : M. Horatio Hornsby

## Théâtre (sélection)
(comédies musicales jouées à Londres)
- 1932 : Tell Her the Truth, musique de Jack Waller et Joseph Turnbridge, lyrics de R. P. Weston (en) et Bert Lee (en), livret de R. P. Weston, Bert Lee et Frederick S. Isham (en)
- 1933 : He Wanted Adventure, musique  de Jack Waller et Joseph Turnbridge, lyrics de R. P. Weston et Bert Lee, livret de R. P. Weston, Bert Lee et Clifford Grey
- 1934-1938 : Yes, Madam?, musique de Jack Waller et Joseph Turnbridge, lyrics de R. P. Weston et Bert Lee, livret de R. P. Weston, Bert Lee et K. R. G. Browne (d'après le roman de ce dernier)
- 1935-1938 : Please, Teacher!, musique de Jack Waller et Joseph Turnbridge, lyrics de R. P. Weston et Bert Lee, livret de R. P. Weston, Bert Lee et K. R. G. Browne (d'après le roman de ce dernier)
- 1937-1938 : Oh! You Letty, musique de Jack Waller et Joseph Turnbridge, lyrics et livret de Geoffrey Kerr
- 1938-1939 : Bobby Get Your Gun, musique de Jack Waller et Joseph Turnbridge, lyrics et livret de Guy Bolton
- 1940 : Present Arms, musique et lyrics de Noel Gay (en), livret de Fred Thompson
- 1945 : 1066 – And All That, musique d'Alfred Reynolds (en), lyrics et livret de Reginald Arkell